# SS Brasil (1957)
SS Brasil foi um transatlântico lançado na Ingalls Shipbuilding em Pascagoula, Mississippi em 1957. O navio foi originalmente chamado de Brasil para o serviço sul-americano de Moore-McCormack, mas foi renomeado várias vezes. Durante sua história, o navio serviu como um navio de cruzeiro e depois serviu no programa Semestre no Mar como Explorador do Universo. O navio foi desmantelado em Alang, na Índia, em 2004, navegando sob o nome de Universe para a viagem final.  

## Design e construção
O Brasil foi um substituto do SS Brazil de Moore-McCormack (1928). Brasil e seu navio irmão, a Argentina, usaram MARAD Design P2-S2-9a. A construção foi subsidiada pela Administração Marítima dos Estados Unidos sob o título V, seções 501 e 504 da Lei da Marinha Mercante de 1936. Na época de sua construção, o Brasil foi considerado o maior navio construído no "sul profundo".
A Ingalls Shipbuilding teve a menor oferta dos Estados Unidos a US $ 24.444.181 (US $ 212 milhões hoje) para cada um dos dois navios. A administração marítima subsidiou o custo de construção pagando US $ 19.528.362 (US $ 170 milhões hoje) para apoiar a indústria de construção naval dos EUA. O que significa que os navios teriam custado quase US $ 20 milhões a menos se tivessem sido construídos fora dos Estados Unidos.  Em 2015, o Brasil e a Argentina estavam entre os últimos navios de luxo construídos nos Estados Unidos.
O design incluiu estabilizadores Denny-Brown, um sistema de aletas retráteis para estabilizar os navios em mares revoltos. O projeto do navio originalmente incluía um solário para bronzeamento nu no interior do falso funil.